# Rendezvous (FFH-Gebiet)
Das Fauna-Flora-Habitat-Gebiet Rendezvous liegt nordöstlich der Stadt Valtice im Süden von Tschechien. Das etwa 61 Hektar große Schutzgebiet umfasst einen Teil des Theimwalds, einem ehemaligen Jagdgebiet des Hauses Liechtenstein. Das Gebiet wurde einst als Wildgehege genutzt und zeichnet sich durch einen alten Eichenbestand aus, der zahlreichen Totholzkäfern als Lebensraum dient. Nennenswert sind hier unter anderem die unten genannten FFH-Arten sowie der Prachtkäfer Eurythyrea quercus und der Schnellkäfer Elater ferrugineus. Auch mykologische Besonderheiten kommen im Gebiet vor, z. B. Andersons Schillerporling (Inonotus andersonii) und der Mährische Steinpilz (Boletus moravicus). Des Weiteren leben hier der Schwarze Apollo (Parnassius mnemosyne) und der Große Kolbenwasserkäfer (Hydrophilus piceus).
Rendezvous ist auch als nationales Naturdenkmal ausgewiesen und ist Teil des UNESCO-Welterbes Kulturlandschaft Lednice-Valtice. Das namensgebende Jagdschloss Rendez-vous ist als Kulturdenkmal geschützt.

## Schutzzweck
Folgende Arten von gemeinschaftlichem Interesse sind für das Gebiet gemeldet:
| Bild        | EU Code | * | Art               | wissenschaftlicher Name | Artengruppe |
| ----------- | ------- | - | ----------------- | ----------------------- | ----------- |
|             | 1088    |   | Großer Eichenbock | Cerambyx cerdo          | Käfer       |
| Hirschkäfer | 1083    |   | Hirschkäfer       | Lucanus cervus          | Käfer       |
| Eremit      | 1084    | * | Eremit            | Osmoderma eremita       | Käfer       |